# Chiesa di Sant'Alessio (Ferrara)
La chiesa di Sant'Alessio è una chiesa scomparsa di Ferrara.

## Storia
Documentata nel 1104, parrocchiale fino al 1272, con annesso ospedale aperto ai pellegrini per la Terrasanta. Riedificata nel 1595, data in patronato all'Arte dei Pistori, (termine desueto per indicare i fornai), soppressa nel periodo napoleonico venne parzialmente distrutta nel 1904 ed i resti inglobati in una residenza privata, una volta forno.
Esiste una piccola lapide che ne indica l'ubicazione riportando, in maniera errata, la fondazione nell'anno 700.